# Edvard 1. af England
Edvard 1. (engelsk: Edward I, Edward Longshanks) (17. juni 1239 – 7. juli 1307), også kendt som Edward Longshanks (Lange skanker eller Langben) og Hammer of the Scots (latin: Malleus Scotorum) var konge af England fra 1272 til 1307. Før han besteg tronen blev han omtalt som The Lord Edward. Han var Henrik 3.'s første søn, og han var med i politiske intriger mod sin faders styre og de engelske baroners oprør. I 1259 var han kortvarigt med i baronernes reformbevægelse, hvor han støttede Oxfordbestemmelserne. Efter at være blevet forsonet med sin fader forblev han loyal i den væbnede konflikt kendt som Den anden baronkrig. Efter Slaget ved Lewes var Edvard gidsel hos de oprørske baroner, men han undslap få måneder efter, og han sluttede sig til kampene mod Simon de Montfort. Montfort blev besejret under Slaget ved Evesham i 1265, og inden to år blev oprøret slået ned. Da der var fred i England, sluttede Edvard sig til det 9. korstog til Det hellige land. Korstoget opnåede kun lidt, og Edvard var på vej hjem i 1272, da han fik nyheden om sin fars død. Han kom kun langsomt tilbage mod England, som han nåede i 1274, hvor han den 19. august blev kronet i Westminster Abbey.
Han brugte meget af sin regeringstid på at reformere den kongelige administration og common law. Via omfattende juridiske forespørgsler undersøgte Edvard uopsigeligheden af forskellige feudale friheder, mens loven blev reformeret ved en række love og statutter, der regulerede ejendomsretten og kriminalloven. Edvards opmærksomhed blev i stigende grad rettet mod militære affærer. Efter at have slået et mindre oprør ned i Wales i 1276–77, standsede han endnu et oprør i 1282–83 med en fuldskala erobringskrig. Efter et succesfuldt felttog underkastede Edvard Wales engelsk overherredømme: han opførte en række borge og byer, som blev beboet af englændere. Herefter blev hans bestræbelser rettet mod Skotland. Først blev han bedt om at afgøre en arvestrid, men i stedet påkaldte han sig suverænitet over kongeriget. Krigen, der fulgte, fortsatte efter Edvards død, selv om englænderne så ud til at være succesfulde på adskillige punkter. Samtidig stod Edvard 1. sig i krig med Frankrig (der var allieret med Skotland) efter den franske Filip 4. havde konfiskeret Hertugdømmet Aquitaine, der hidtil havde været i personalunion med Kongeriget England. Selv om Edvard fik sit hertugdømme tilbage, lettede konflikten det militære pres på Skotland. På samme tid var der problemer hjemme i England. I midten af 1290'erne krævede de omfattende militærkampagner meget høje skatter, og Edvard mødte modstand fra både civilbefolkningen og kirken. Da kongen døde i 1307 efterlod han sin søn Edvard 2. en krig med Skotland og mange finansielle og politiske problemer.
Edvard var en for samtiden høj mand, hvilket gav ham tilnavnet "Longshanks". Han var temperamentsfuld, og sammen med hans højde gjorde det Edvard til en intimiderende mand, der ofte skræmte sine jævnaldrende.[kilde mangler] Han havde dog sine undersåtters respekt som konge, soldat og statsmand. Moderne historikere er delt i deres vurdering af Edvard 1.; nogle hylder ham for hans bidrag til lov og administration, mens andre kritiserer ham for hans kompromisløshed overfor adelen. Edvard 1. bliver krediteret mange bedrifter under sit styre, herunder at have genoprettet den kongelige autoritet efter Henrik 3.'s styre, at have oprettet parlamentet som en permanent institution og dermed også en funktionelt system til inddrivelse af skatter, og for at have reformeret retsvæsnet gennem udstedelse af love. På samme tid bliver han ofte kritiseret for andre handlinger:[kilde mangler] Hans brutale adfærd overfor waliserne og skotterne og at have udskrevet Edict of Expulsion i 1290, hvor jøderne blev smidt ud af England. Ediktet gjaldt til det formelt blev ophævet under Oliver Cromwell i 1657.

## Tidlige liv
Edvard blev født på Westminster Palace den 17. eller 18. juni 1239 som ældste søn af Henrik 3. af England og hans hustru Eleonora af Provence. Edvard er et angelsaksisk navn, og han var opkaldt efter Edvard Bekenderen, hvis helgenkult Edvards far dyrkede. Edvard havde fire yngre søskende
Edvards personlighed stod i stor kontrast til faren, som regerede England i Edvards barndom og havde for vane at indgå diplomatiske kompromisser med sine fjender. Edvard fremstod som en magtglad og utålmodig mand og viste stor militær styrke ved at besejre Simon de Montfort i Slaget ved Evesham i 1265. Han blev berygtet for sin grusomhed mod oprørere og andre fjender. Blandt andet forfulgte han de overlevende medlemmer af Montfort-familien, sine søskendebørn. I 1270 rejste han til Tunis for at drage på det ottende korstog sammen med Ludvig 9. af Frankrig, som døde før Edvard nåede frem; Edvard tog i stedet til Acre i det niende korstog. Mens han opholdt sig i det hellige land, døde hans far, og han vendte hjem til England i 1274.

## Erobringen af Wales
En af Edvards tidlige bedrifter var erobringen af Wales. Ifølge Montgomery-traktaten fra 1267 havde Llywelyn ap Gruffudd ("lig en løve") udvidet de walisiske områder mod syd og fået titlen fyrste af Wales, selv om han stadig var underlagt den engelske konge. Edvard nægtede at anerkende traktaten, som hans far havde indgået.
I 1275 kaprede nogle af Edvards pirater et skib med Eleanor de Montfort, Simon de Montforts eneste datter, om bord på vej fra eksil i Frankrig til Wales, hvor hun skulle giftes med lensherren Llywelyn ap Gruffydd. Ægteparrets familier havde arrangeret ægteskabet, da det var vigtigt at få en alliance i stand med Simon de Montfort. Llywelyn ville gifte sig med hende, mest for at irritere sin gamle fjende, Edvard. Ved kapringen fik Edvard fat i Eleanor og spærrede hende inde i slottet Windsor. Efter at Llywelyn gentagne gange nægtede at acceptere Edvards overhøjhed i 1274-75, udrustede Edvard en hær og begyndte sit første felttog mod den walisiske fyrste. Nu blev Llywelyn tvunget til at anerkende Edvards overhøjhed og sad kun tilbage med et lille område, Gwynedd. Men Edvard lod ham beholde titlen prins af Wales, og brylluppet stod mellem Llywelyn og Eleanor.
Llywelyns lillebror Dafydd (som en kort stund var englændernes allierede) startede et nyt oprør i 1282. Kort tid efter døde Llywelyn i et opgør, Edvard knuste resten af modstanden og tog Dafydd til fange, torturerede og henrettede ham. For at befæste sine erobringer lod han bygge en række borge af sten rundt om i Wales. Caernarfon Castle er et betydeligt eksempel. Wales blev indlemmet i England under Rhuddlan-statutterne i 1284, og i 1301 udnævnte Edvard sin ældste søn, den senere Edvard 2., til prins af Wales. Siden har den engelske monarks ældste søn altid båret den titel.

## Jødeforfølgelser
For at finansiere erobringen af Wales lagde Edvard en særlig skat på de jødiske bankierer, så de blev ludfattige. Antisemitisme havde eksisteret længe, men tiltog nu stærkt; og når jøderne ikke kunne betale, anklagede staten dem for illoyalitet. Deres mulighed for at drive erhvervsvirksomhed var stærkt begrænsede, men nu forbød kongen dem også at låne penge ud. Edvard erklærede, at jøderne var en trussel mod riget og nægtede dem at bevæge sig frit omkring. De blev tvunget til at bære en gul stjerne på tøjet, så de kunne genkendes.
Under kong Edvards jødeforfølgelser blev alle jødiske familieoverhoveder arresteret: over 300 blev bragt til Tower of London og henrettet, mens andre blev myrdet i deres hjem. 18. juli 1290 udstedte Edvard et edikt, der gav alle jøder frist til 1. november til at forlade England under trussel om henrettelse. De fleste jøder tog til Frankrig, som de blev udvist fra i 1306. En gruppe jøder, der forlod England i 1290, blev overladt til druknedøden af kaptajnen. "Kald på Moses," råbte han til de druknende, da han sejlede sin vej på Kanalen, "det var ham, der førte jeres forfædre over Det Røde Hav!". Da Edvard hørte det, lod han kaptajnen arrestere og fik ham hængt i Tower for forbrydelsen.

## Krig med Skotland
Edvard vendte blikket mod Skotland, og 19. maj 1291 anerkendte den skotske adel hans overhøjhed. Han havde planlagt at få sin søn gift med barnedronningen Margrete af Skotland, «jomfruen fra Norge», der var datter af kong Erik 2. af Norge og prinsesse Margrete af Skotland, men da pigen døde som otteårig under overfarten til Skotland, bestemte den skotske adel, at Edvard skulle udpege en efterfølger blandt forskellige tronprætendenter, og han valgte John Balliol. Edvards mål var at udnytte sin overhøjhed over Skotland, og han håbede nu, at Balliol ville være den mest føjelige af kandidaterne. Han kaldte ham til Westminster i 1293 og gjorde det klart, at han forventede Balliols militære og økonomiske støtte mod Frankrig. Det blev alligevel for meget for Balliol, som tværtimod indgik en pagt med Frankrig og udrustede en hær for at invadere England.
Edvard samlede sin til da største hær og lagde Berwick i ruiner, dræbte byens indbyggere og fortsatte mod Dunbar og Edinburgh. Skæbnestenen, Stone of Scone, blev flyttet fra Scone-slottet til Westminster Abbey. Helt til 1996 var dens plads i kong Edvards stol, som alle engelske monarker siden er kronet på (bortset fra Maria 1.). Først i 1996 blev stenen ført tilbage til Skotland for at bringes til England igen ved kroninger. Balliol frasagde sig tronen og sad indespærret i Tower i tre år, før han måtte rejse tilbage til sine godser i Frankrig. Alle landejere i Skotland blev tvunget til at sværge Edvard troskab, og landet blev en engelsk provins styret af vicekonger.
Han belejrede Stirling Castle i 1304, hvor han fik bygget den enorme blide kaldet "Warwolf".
Modstanden tiltog, og Edvard henrettede sir William Wallace 23. august 1305 efter at have besejret ham i Slaget ved Falkirk i 1298. Edvard nåede ikke at virkeliggøre sin plan om at forene de to lande. Han døde i 1307 i Burgh by Sands i Cumberland på grænsen til Skotland på endnu et felttog mod skotterne, som var opildnede af Wallaces martyrdød og Robert Bruces lederskab.
Edvard bad på dødslejet om, at hans lig skulle bæres foran den engelske hær, indtil skotterne var nedkæmpet. Han ønskede også, at hans hjerte skulle gravlægges i Det hellige land, men i stedet blev han begravet i Westminster Abbey fire måneder efter sin død. Han blev efterfulgt på tronen af sin søn, Edvard 2.
I 1774 blev Edvards kiste åbnet. Hans hud havde fået samme farve som mørk chokolade, men ansigtet havde bevaret sin form, skønt dele af huden var «noget ødelagt». Den indtørrede krop var svøbt i linned påført voks indvendigt. Hans tøj var pyntet med falske juveler, og han bar en forgyldt krone.

## Eftermæle
Edvard 1. i skikkelse af skuespilleren Patrick McGoohan fremstilles som en psykopatisk tyran i filmen Braveheart fra 1995 om Sir William Wallace. At han var hård indtil det grusomme er ingen overdrivelse, men ellers tager filmen sig store friheder med de historiske fakta.

## Ægteskab og børn
Edvard var gift to gange.
Først med Eleonora af Kastilien (1241-90), med hvem han fik seksten børn, og hvis død i 1290 påvirkede ham dybt. Han viste sin sorg gennem at rejse Eleanor-korsene, et på hvert sted hvor hendes gravfølge overnattede. Charing Cross i London har navn efter korset, der blev rejst på det sidste stop før Westminster Abbey.
Skønt hverken Eleonora eller hendes mand led af arvelige sygdomme, måtte hun føde 16 børn, før der kom en tronarving – og her er der endda tale om kongebørn, der spiste sig mætte; boede i opvarmede værelser; fik det reneste vand, man kunne opdrive samt den bedste hjælp, når de var syge. Det siger noget om tidens børnedødelighed, at Edvard alligevel var den eneste af drengene, der nåede voksen alder. Af 16 børn nåede kun tre – Margaret, Mary og Edvard – at blive mere end 40 år gamle.
Deres børn var:
1. Datter, dødfødt i maj 1255 i Bordeaux, Frankrig. Begravet i Dominikanerordenens klosterkirke, Bordeaux, Frankrig.
2. Katarina (ca. 1261 – 5. september 1264). Begravet i Westminster Abbey .
3. Johanne (januar 1265 – før 7. september 1265, Begravet i Westminster Abbey .
4. Johan (13. juli 1266 – 3. august 1271) døde i Wallingford i sin grandonkel Richard, jarl af Cornwalls varetægt. Begravet i Westminster Abbey .
5. Henrik (før 6. maj 1268 – 16. oktober 1274), begravet i Westminster Abbey .
6. Eleonora (18. juni 1269 – 29. august 1298). Hun var i lang tid forlovet med Alfons 3. af Aragonien, der døde i 1291 inden ægteskabet kunne finde sted, og i 1293 giftede hun sig med grev Henrik 3. af Bar, med hvem hun fik en søn og en datter.
7. Datter (1271 i Palæstina). Nogle kilder kalder hende Juliana, men der er intet samtidigt bevis for hendes navn.
8. Johanne af Akko (april 1272 – 7. april 1307). Hun giftede sig (1) i 1290 med Gilbert de Clare, 6. jarl af Hertford, der døde i 1295, og (2) i 1297 Ralph de Monthermer, 1. baron Monthermer. Hun fik fire børn i hvert ægteskab.
9. Alfons (24. november 1273 – 19. august 1284), jarl af Chester, begravet i Westminster Abbey.
10. Margrete (15. marts 1275 - efter 1333). I 1290 giftede hun sig med Johan 2. af Brabant, der døde i 1318. De fik en søn.
11. Berengaria (1. maj 1276 – før 27. juni 1278), begravet i Westminster Abbey .
12. Datter (december 1277 / januar 1278 – januar 1278) begravet i Westminster Abbey . Der er intet samtidigt bevis for hendes navn.
13. Maria (11. marts 1279 – 29. maj 1332), en benediktinsk nonne i Amesbury .
14. Søn, født i 1280 eller 1281, som døde meget kort efter fødslen. Der er intet samtidigt bevis for hans navn.
15. Elizabeth (7. august 1282 – 5. maj 1316). Hun giftede sig (1) i 1297 med Johan 1., greve af Holland, (2) i 1302 med Humphrey de Bohun, 4. jarl af Hereford og 3. jarl af Essex. Det første ægteskab var barnløst, med de Bohun fik Elizabeth ti børn.
16. Edvard 2. af England, også kendt som Edvard af Caernarvon (25. april 1284 – 21. september 1327). I 1308 giftede han sig med Isabella af Frankrig. De fik to sønner og to døtre.

Anden gang med Margrete af Frankrig (1279-1318) (kendt som "Frankrigs perle" af sine engelske undersåtter), datter af Filip 3. af Frankrig og Marie af Brabant. De fik tre børn:
- med Margrete af Frankrig:

1. Thomas af Brotherton, 1. jarl af Norfolk.
2. Edmund af Woodstock, 1. jarl af Kent.
3. Eleonore, født 6. maj 1306, død i 1310.